# Zenobia (Gattin des Rhadamistos)
Zenobia war ein um die Mitte des 1. Jahrhunderts n. Chr. lebendes Mitglied des iberischen Herrscherhauses. Sie war wohl die Tochter des Königs Mithridates von Armenien und Gattin des iberischen Prinzen Rhadamistos, der ein Sohn von Mithridates’ Bruder Pharasmanes war.
Der römische Geschichtsschreiber Tacitus machte Zenobia zur Heldin einer Begebenheit: Als Rhadamistos, nachdem er die Regierungsgewalt über Armenien zum zweiten Mal usurpiert hatte, durch eine Revolte um 54 n. Chr. verjagt wurde, floh er gemeinsam mit seiner hochschwangeren Gattin Zenobia. Diese war aber nach einiger Zeit den Anstrengungen der Flucht nicht mehr gewachsen und ersuchte ihren Gemahl angeblich, sie zu erstechen, um nicht von den ihnen nachsetzenden Feinden gefangen genommen zu werden. Rhadamistos entsprach ihrer Bitte und warf die vermeintlich Tote in den Fluss Araxes. Allerdings war sie noch nicht tot, wurde von Hirten gefunden, gepflegt und nach Artaxata an den Hof des Trdat I. gebracht. Dieser war ein Bruder des parthischen Großkönigs Vologaeses I. und hatte nach Rhadamistos’ Flucht wieder Armenien besetzt. Trdat I. ließ Zenobia eine äußerst zuvorkommende und würdige Behandlung zuteilwerden. Eine griechische Inschrift, die eine Gebietsschenkung des Trdat I. an einen Sohn des Rhadamistos erwähnt, dürfte sich auf den am Hof des Trdat I. geborenen Sohn der Zenobia beziehen und somit die Historizität zumindest des Kerns der Darstellung des Tacitus erweisen.

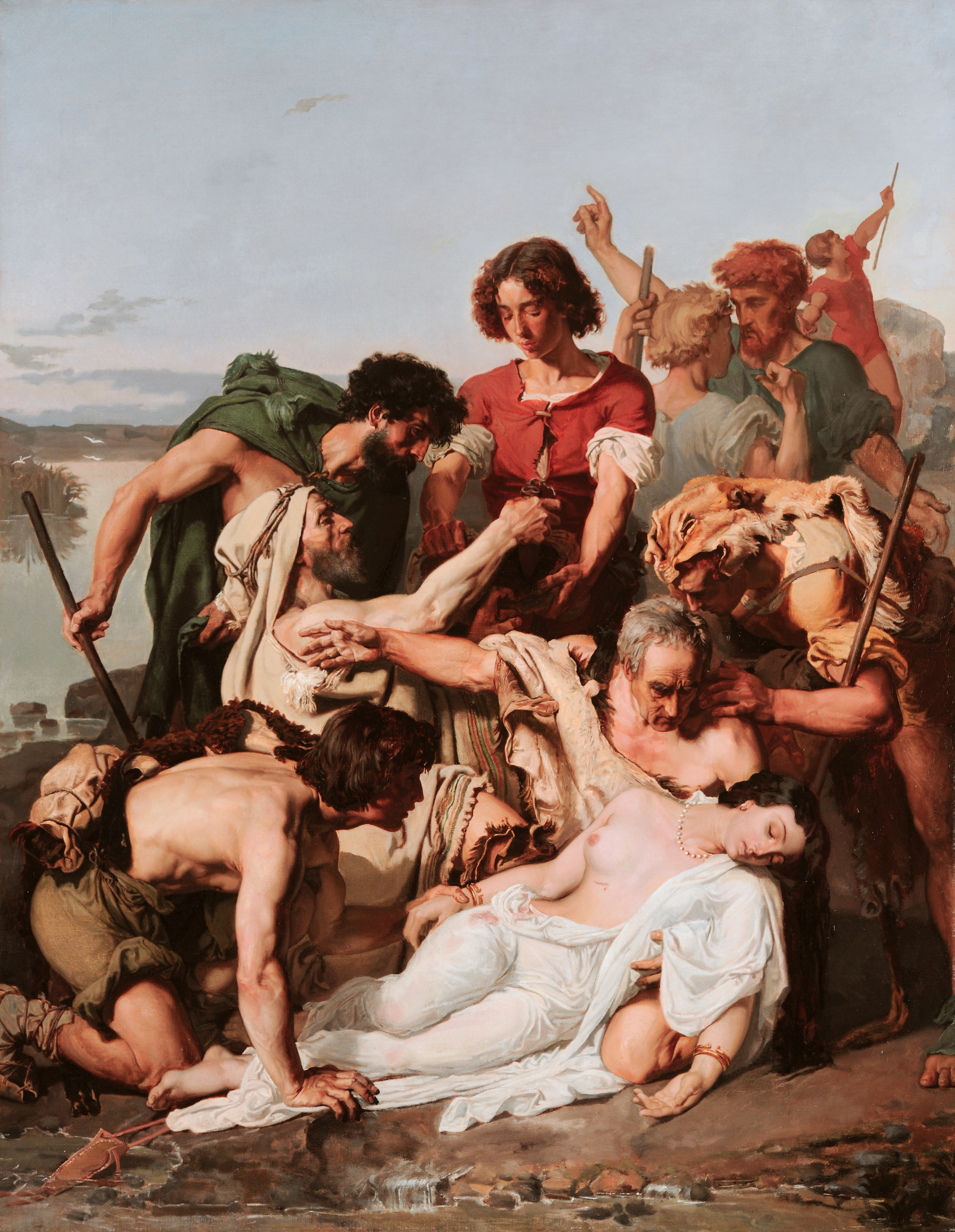
Zenobia, von Hirten aufgefunden, Gemälde des 19. Jahrhunderts

Der Stoff wurde in der Oper Radamisto von Georg Friedrich Händel und im vielfach vertonten Opern-Libretto Zenobia von Pietro Metastasio verarbeitet.